# Lijst van afleveringen van After MASH
Dit is een lijst met afleveringen van de Amerikaanse televisieserie After MASH. De serie telt twee seizoenen. Een overzicht van alle afleveringen is hieronder te vinden.

## Seizoen 1
| Nr. | Titel aflevering         | Uitzenddatum VS   |
| --- | ------------------------ | ----------------- |
| 1   | September of '53         | 26 september 1983 |
| 2   | Together Again           | 26 september 1983 |
| 3   | Klinger vs. Klinger      | 3 oktober 1983    |
| 4   | Snap, Crackle, Plop      | 10 oktober 1983   |
| 5   | Staph Inspection         | 17 oktober 1983   |
| 6   | Night Shift              | 24 oktober 1983   |
| 7   | Shall We Dance           | 31 oktober 1983   |
| 8   | Little Broadcast of '53  | 7 november 1983   |
| 9   | Sunday, Cruddy Sunday    | 14 november 1983  |
| 10  | Thanksgiving of '53      | 21 november 1983  |
| 11  | Fallout                  | 5 december 1983   |
| 12  | The Bladder Day Saints   | 12 december 1983  |
| 13  | All About Christmas Eve  | 19 december 1983  |
| 14  | Chief of Staff           | 2 januari 1984    |
| 15  | C.Y.A.                   | 9 januari 1984    |
| 16  | Yours Truly, Max Klinger | 16 januari 1984   |
| 17  | It Had to Be You         | 23 januari 1984   |
| 18  | Odds and Ends            | 30 januari 1984   |
| 19  | Another Saturday Night   | 6 februari 1984   |
| 20  | Fever Pitch              | 27 februari 1984  |
| 21  | By the Book              | 5 maart 1984      |
| 22  | Up and Down Payments     | 12 maart 1984     |

## Seizoen 2
| Nr. | Titel aflevering           | Uitzenddatum VS   |
| --- | -------------------------- | ----------------- |
| 1   | Less Miserables            | 23 september 1984 |
| 2   | Calling Doctor Habibi      | 25 september 1984 |
| 3   | Strangers and Other Lovers | 2 oktober 1984    |
| 4   | Trials                     | 9 oktober 1984    |
| 5   | Madness to His Method      | 16 oktober 1984   |
| 6   | The Recovery Room          | 30 oktober 1984   |
| 7   | Ward Is Hell               | 4 december 1984   |
| 8   | Saturday's Heroes          | 31 mei 1985       |
| 9   | Wet Feet                   | niet uitgezonden  |